# Bispebjerg
Bispebjerg è una delle 15 circoscrizioni (bydele) amministrative, statistiche e tributarie che compongono il comune di Copenaghen, Danimarca. Situata sul confine settentrionale del comune, copre un'area di 5,39 km², ha 40.033 abitanti e una densità di popolazione di 7.389 per km².
È chiamata più comunemente Nord-Vest (letteralmente in italiano, "Nord-Ovest").
Il quartiere ha un elevato numero di immigranti, provenienti in particolare dal Medio Oriente.
Le circoscrizioni cittadine confinanti sono:
- ad est Ydre Østerbro
- a nord Gentofte, che si trova al di fuori del territorio municipale di Copenaghen
- ad ovest Brønshøj-Husum
- a sud-ovest Vanløse
- a sud il comune di Frederiksberg, che non fa parte del comune di Copenaghen, ma è piuttosto un'enclave circondata dal comune stesso.